# Мартис
Ма̀ртис (на италиански: Martis; на сардински: Maltis, Малтис, на местен диалект Malti, Малти) е село и община в Южна Италия, провинция Сасари, автономен регион и остров Сардиния. Разположено е на 295 m надморска височина. Населението на общината е 560 души (към 2010 г.).